# Махмуд аль-Гохари
Махмуд аль-Гохари (араб. الجوهرى‎; 20 февраля 1938, Египет — 31 августа 2012, Амман) — египетский футболист, играл на позиции нападающего. По завершении карьеры футболиста стал одним из ведущих тренеров Африки. Считается одним из лучших футболистов и тренеров египтян всех времен.
Махмуд аль-Гохари — один из двух людей, наряду с нигерийцем Стивеном Кеши, которые выигрывали Кубок Африки и как игрок, и как тренер.

## Биография
Играя в составе клуба «Аль-Ахли», привлекался к играм сборной Египта, которая выиграла Кубок африканских Наций 1959 (на котором он стал лучшим бомбардиром турнира). В первом туре группового турнира отметился хет-триком в ворота Эфиопии.
В 1961 году завершил игровую карьеру по причине травмы. После этого стал помощником тренера в родном клубе «Аль-Ахли», затем занял должность тренера в саудовском клубе «Аль-Иттихад», затем возглавил «Аль-Ахли».
После победы клуба в Лиге чемпионов CAF 1987 года, он возглавил национальную сборную Египта, которую после 56-летнего перерыва вывел в финальную стадию Чемпионата мира 1990 года.
Позже, вернувшись к клубной работе вместе с клубом «Замалек» вновь достиг победы в Лиге чемпионов КАФ. В 1997 году вернулся к работе с Египетской сборной и привел сборную к победе в Кубке африканских Наций 1998 года, став первым человеком, выигравшим этот турнир как игрок, затем как тренер.
В 2002 году он стал главным тренером сборной Иордании, которую он вывел в финальную стадию Кубка Азии 2004 года.

## Послужной список

### Игрок
Сборная Египта
- Победитель Кубка африканских наций 1959
- Лучшим бомбардир Кубка африканских наций 1959 (3 гола)
- Первый победитель Кубка африканских наций и в качестве игрока и в качестве тренера[5]

«Аль-Ахли»
- 6 Чемпионатов Египта: 1955—1958, 1960, 1961
- 2 Кубка Египта: 1956, 1961

### Тренер
Сборная Египта
- Победитель Кубка африканских наций 1998 года

«Аль-Ахли»
- 2 Чемпионата Египта
- 3 Кубка Египта
- 1 Лига чемпионов КАФ
- 1 Кубок Африканских кубков

«Замалек»
- 1 Лига чемпионов КАФ
- 1 Суперкубок Африки : 1994

«Аль-Вахда»
- 1 Кубок ОАЭ : 1996

Индивидуальные
- Три раза был признан лучшим арабским тренером: 1989, 1993, 1998 годов
- Попал в 20-ку лучших тренеров года ФИФА в 1998 году
- Выбран лучшим тренером Африки в 1998 году